# 1532
Відродження •  Реформація •  Доба великих географічних відкриттів •  Ганза

## Геополітична ситуація
Османську державу очолює Сулейман I Пишний (до 1566). Імператором Священної Римської імперії є Карл V Габсбург (до 1555). У Франції королює Франциск I (до 1547).
Середню частину Апеннінського півострова займає Папська область. Неаполітанське королівство на півдні захопила Іспанія. Могутніми державними утвореннями півночі є Венеційська республіка, Флоренція, Генуезька республіка та герцогство Міланське.
Іспанським королівством править Карл I (до 1555). В Португалії королює Жуан III Благочестивий (до 1557).
Генріх VIII є королем Англії (до 1547), королем Данії та Норвегії є Фредерік I (до 1533), королем Швеції — Густав I Ваза (до 1560). Королем Угорщини та Богемії є римський король Фердинанд I Габсбург (до 1564). У Польщі королює Сигізмунд I Старий (до 1548), він же залишається князем Великого князівства Литовського.
Галичина входить до складу Польщі. Волинь належить Великому князівству Литовському. Московське князівство очолює Василій III (до 1533).
На заході євразійських степів існують Казанське ханство, Кримське ханство, Астраханське ханство, Ногайська орда. Єгипет захопили турки. Шахом Ірану є сефевід Тахмасп I.
У Китаї править династія Мін. Значними державами Індостану є Імперія Великих Моголів, Біджапурський султанат, Віджаянагара. В Японії триває період Муроматі.
Іспанці захопили Мексику, імперію Інків.

## Події
- Турецький султан Сулейман I Пишний знову ввів війська в Угорщину.
- 18 березня англійським церквам заборонено робити виплати Риму.
- 16 травня сер Томас Мор подав у відставку з посади лорд-канцлера Королівства Англія. Новим лорд-канцлером став Томас Кромвель.
- Франція остаточно поглинула Бретань.
- У Норнбергу укладено мир між протестантами та імператором Карлом V. Імператор згодився не застосовувати постанову Аугсбурзького рейхстагу в обмін на підтримку боротьби з турками.
- У Німеччині прийнято Constitutio Criminalis Carolina.
- Алессандро Медічі проголошено герцогом Флоренції.
- У квітні Атауальпа здобув перемогу над Уаскаром і став верховним правителем інків.
- 16 листопада загін іспанського конкістадора Франсиско Пісарро біля перуанського міста Кахамарка захопив у полон верховного інку Атауальпу.
- Опубліковано книгу Нікколо Мак'явеллі «Державець», через п'ять років після смерті автора.
- Опубліковано книгу Франсуа Рабле «Пантагрюель».

## Народились
Докладніше: Народилися 1532 року

## Померли
Докладніше: Померли 1532 року
- 15 квітня — В Падуї (Італія) найманцем, підісланим австрійським урядом, вбито 48-річного Міхаеля Гайсмара, одного з керівників Селянської війни 1524-26 років у Тіролі і Зальцбурзі, автора програмного документу «Земського укладу», що передбачав організацію суспільства на принципах повної рівності та встановлення республіканської форми правління.
- 17 листопада — Тулліо Ломбардо, італійський скульптор.